# Naissaar-museum
Het Naissaar-museum is een museum op het Estse eiland Naissaar, gevestigd in een voormalige Sovjetwoning van een dienstplichtige. Het museum biedt een overzicht van de militaire geschiedenis van het eiland, waaronder de oorsprong en evolutie van zeeforten, het leven op het eiland tijdens oorlogstijd en de Sovjetperiode. De tentoonstelling omvat artefacten zoals scherven van granaten, wapens en foto's, voornamelijk gerelateerd aan de Sovjetleger-soldaten en propagandapublicaties uit die tijd. Het museum bevindt zich in het voormalige militaire dorp Männiku, waar de huizen grotendeels zijn gebouwd van houten panelen die de Sovjet-Unie kreeg van Finland als oorlogsherstelbetalingen na de Tweede Wereldoorlog. Het museum wordt beheerd door het Museum van het kustvolk.